# DN10
DN10 este un drum național din România, care leagă orașele Buzău și Brașov, traversând Carpații de Curbură prin Pasul Buzău.
Drumul național urmează valea râului Buzău, trecând prin orașele Pătârlagele, Nehoiu și Întorsura Buzăului intrând apoi prin Depresiunea Brașovului. Punctul său terminus este lângă localitatea Hărman, unde se unește cu DN11.

## Traseu
Drumul începe din Buzău, din DN2, în cartierul Simileasca, și continuă în localitatea Vernești. La ieșirea din această localitate, se întâlnește cu drumul județean care duce spre Tisău, pe valea Nișcovului. După ce trece podul peste râul Nișcov, drumul trece calea ferată Buzău-Nehoiașu și traversează localitatea Cândești. Apoi, în Sătuc, se întâlnește cu drumul județean ce duce prin Berca spre rezervația naturală „Vulcanii noroioși”. Dincolo de Sătuc, drumul trece prin Măgura și intră într-o zonă împădurită, unde traseul devine sinuos. În această zonă se întâlnește cu un drum care duce spre mănăstirea Ciolanu, peste dealul cu același nume. La aceeași intersecție, se află și un monument ce comemorează traversarea Carpaților prin pasul Buzău de către armatele lui Mihai Viteazul în 1599. Parcursul sinuos continuă pe dealurile de pe malul drept al Buzăului până la Viperești, unde începe o porțiune dreaptă ce traversează platoul Cislău. În localitatea Cislău, DN10 trece podul peste râul Bâsca Chiojdului și se intersectează acolo cu un drum județean care duce spre Vălenii de Munte. După Cislău, începe porțiunea care urcă prin orașele Pătârlagele și Nehoiu. În comuna Siriu, după localitatea Lunca Jariștei, trece pe lângă barajul și lacul de acumulare de la Siriu. Urmează o zonă cu viaducte (Grămăticu, Stânca Teherău), spre localitatea Gura Siriului și trece în județul Covasna. Acolo, după traversarea comunei Sita Buzăului, drumul ajunge în orașul Întorsura Buzăului, unde drumul se îndepărtează de cursul râului Buzău. Tot în acest oraș începe un drum care duce spre Covasna. Mai departe, drumul intră pe teritoriul județului Brașov și traversează localitatea Teliu. La ieșirea din Teliu, se întâlnește cu un drum județean ce duce spre Ozun și Sfântu Gheorghe. Drumul continuă prin Prejmer și se intersectează, în apropiere de Hărman cu DN11.

## Regim de circulație
Datorită statutului său de drum național, DN10 are regim de circulație prioritar față de toate drumurile cu care se intersectează, cu excepția capetelor sale, unde se intersectează cu drumurile naționale europene DN2 (E85) și DN11 (E574). În plus, din cauza riscului de căderi de pietre și a fragilității unor viaducte din zona montană, în segmentul respectiv este interzisă circulația vehiculelor cu masă maximă admisă peste 7,5 t.